# Spilák Ferenc
Spilák Ferenc (Gyöngyöshermán, 1935. október 25. – Budapest, 2007. december 4.) magyar közgazdász, belkereskedelmi, majd kereskedelmi miniszterhelyettes.

## Élete
1935. október 25-én született az akkor még önálló, 1950 óta Szombathelyhez tartozó Gyöngyöshermánban. 1958-ban végezte el a Marx Károly Közgazdaság-tudományi Egyetemet, ahol közgazdász oklevelet szerzett. Diplomázását követően a Szövetkezetek Országos Szövetségénél (SZÖVOSZ) helyezkedett el, ahol 1977-ig dolgozott, előbb mint előadó, később mint főosztályvezető. Közben, 1963-ban belépett a Magyar Szocialista Munkáspártba, 1972-ben pedig elvégezte a Politikai Főiskolát.
1977-ben minisztériumi állományba került át, a Belkereskedelmi Minisztériumban lett előbb a Személyzeti, majd a Közgazdasági Főosztály vezetője. 1980 decemberétől az Országos Anyag- és Árhivatal (OAÁH) elnökhelyettesévé nevezték ki. 1983 novemberében visszakerült a minisztériumba és a belkereskedelmi miniszter helyettese lett, 1988 áprilisától pedig kereskedelmi miniszterhelyettes volt, az 1990 tavaszi kormányváltásig.